# Чёрный передел
«Чёрный переде́л» — тайное общество, образованное в 1879 году после распада народнической организации «Земля и Воля» сторонниками преимущественно мирных способов борьбы с царским режимом во главе с Г. В. Плехановым. Издавало одноимённый журнал. Разгромлено органами безопасности в начале-середине 1880-х годов, большая часть членов эмигрировала из страны в Швейцарию, где впоследствии перешли на марксистские позиции и основали группу «Освобождение труда»

## Этимология
«Чёрным переделом» называлась система перераспределения земли в крестьянских общинах, другое название — коренной передел. В данном контексте само слово передел восходит не к глаголу переделывать, а к переделять, делить заново. Принцип чёрного передела заключался в разделе всей общинной земли на участки приблизительно сходного качества и в определении числа земельно-раздаточных единиц (в разных общинах они определялись по-разному: либо по числу мужчин-пахарей, либо по едокам, то есть всем членам семьи и т. д.). В результате передела каждая семья получала некоторое количество полос земли разного качества, возникала чересполосица. Чёрный передел совершался, как правило, далеко не ежегодно. (Сравни у В. Даля: Если крестьяне не сладят наделом земли, меряют шестом, чёрным делом (разделом) узкие полосы и раздают их по жребию.).
В устах народников принцип чёрного передела распространялся на все сельскохозяйственные земли, то есть подразумевал и уничтожение помещичьего землевладения. Таким образом, механизм крестьянского хозяйствования стал революционным лозунгом.

## Состав и история
После раскола в 1879 году «Земли и воли» члены «Чёрного передела» составляли меньшинство от общего числа бывших землевольцев, большая часть которых влилась в «Народную волю». Центральная группа организации располагалась в Петербурге и насчитывала 22 человека. Всего в организации состояло не более 100 человек К «Чёрному переделу» принадлежали Плеханов, Аксельрод, Вера Засулич, Стефанович, Дейч, Буланов. Первый номер журнала был напечатан под редакцией Плеханова в Петербурге в январе 1880 года, но до выхода из типографии арестован:

Правительственное сообщение. В ночь с 27 на 28 сего января петербургской полицией произведён был обыск в одном из домов на Васильевском острове. При обыске найдены: типографский станок с набором шрифта, большое количество оттиснутых экземпляров революционной газеты «Черный передел» несколько пудов шрифта, различные бланки для паспортов, поддельные виды на жительство и три револьвера, из которых два оказались заряженными. Находящиеся в квартире лица арестованы. По выше изложенному преступлено к производству дознания.

и переиздан за границей, второй — за границей, третий — в России, четвёртый (последний) — за границей. Чёрнопередельцы издали также несколько прокламаций и несколько номеров газеты для рабочих «Зерно». В 1881 году часть чёрнопередельцев судили в Санкт-Петербурге, многих выслали в административном порядке в Сибирь. Организация фактически прекратила своё существование к концу 1881 года.
Впоследствии большинство чёрнопередельцев перешло на позиции социал-демократов (см. РСДРП).

## Идеи
Чёрнопередельцы были народниками в старом смысле слова: они почти сохранили миросозерцание первой половины 1870-х годов, эпохи хождения в народ, в главных его основах, не видоизменив его (как это сделали народовольцы) под влиянием арестов, ссылок, процесса 193, безуспешности пропаганды; их до некоторой степени можно было бы назвать «экономистами» в том смысле, в каком это слово употреблялось в конце 1890-х годов, то есть они особенно дорожили экономической борьбой.

Чёрнопередельцы, как рабочие волы, пошли упорной, но тихой поступью, вздирая новь для массовых посевов цельного и понятного крестьянам революционного мировоззрения.— Анзимиров В. А. Крамольники: (Хроника из радикальных кружков семидесятых годов) . — Москва : тип. т-ва И. Д. Сытина, 1907. — С. 124.
Как и старые народники, они придавали громадное положительное значение русской общине и видели в ней исходную точку социалистического развития; они верили, что «экспроприация крупных поземельных собственников» поведёт в России, благодаря общине, «к замене индивидуального владения коллективным, то есть обусловит торжество высшего принципа имущественных отношений. Такой именно смысл имеют живущие в русском народе ожидания чёрного передела» («Чёрный передел», № 1). Конституция у нас, по их мнению, могла бы обеспечить только торжество буржуазии; однако они восставали против политической борьбы не безусловно, а ставили её «в зависимость от предварительной революционной работы в народе» (следовательно, отодвигали её на многие годы); к террору чёрнопередельцы относились с решительным осуждением. В самом журнале «Чёрный передел» в разных статьях звучали разные ноты; так, в передовой статье, написанной Плехановым, значение политических форм признавалось. В той же статье можно найти в зачаточном виде идею классовой борьбы. В следующих номерах Плеханов не участвовал.
«Чёрный Передел» не перепечатан в сборнике революционной журналистики Базилевского и является библиографической редкостью; отрывки из № 1 приведены в книге В. Л. Бурцева «За сто лет» (Лондон, 1896).